# Wiśnia (komiks internetowy)
Wiśnia (znany też pod nazwą Kokoart) to polski komiks internetowy autorstwa Koko (Konrad Okoński). Komiks początkowo nosił nazwę Wiśnia, później był znany jako Kokoart, najnowsze reaktywacja miała tytuł „Przypadkowy włóczykij Tom ratuje Ziemię (i pies)”. Od momentu powstania drugiego komiksu internetowego Koko (A quartz bead) nazwa Kokoart obejmuje całą stronę, na której publikowane są oba komiksy.
Komiks początkowo był czarno-biały, natomiast od 137 odcinka ukazywał się w kolorze, chociaż zdarzają się odcinki czarno-białe. Inspirowany stylem mangowym i jednym z najpopularniejszych anglojęzycznych komiksów internetowych – MegaTokyo. Wraz z upływem czasu styl rysunków wyraźnie ewoluował, co najłatwiej zauważyć porównując wygląd pierwszych odcinków z tymi, które ukazują się obecnie.
Poszczególne odcinki Wiśni są połączone ze sobą fabularnie i, podobnie jak we wspomnianym wyżej MegaTokyo, nie zawsze nastawione są na zakończenie humorystyczną puentą. Głównymi bohaterami są dwie dziewczyny (Kociak i Magda) oraz dwóch chłopaków („Wiśnia” i jego kolega, którego imię nie padło jak dotąd w komiksie). Niedawno została wprowadzona nowa bohaterka – Sylwia, którą Wiśnia poznał w jednym z klubów. Czasami w komiksie występuje także sam autor.
Świat przedstawiony w Wiśni wzorowany jest na rzeczywistym, aczkolwiek parę obecnych w komiksie elementów (np. obsesja Magdy na punkcie krwi, niezwykła siła Kociaka, a przede wszystkim mówiący pies, pojawiający się w wielu odcinkach) oddala go nieco od realiów typowego polskiego miasta. Akcja prawdopodobnie rozgrywa się w Szczecinie, na co wskazuje np. słowa Wiśni skierowane do zawiedzionego Wrocławiem Kociaka „Trzeba było zostać w Szczecinie” oraz wypowiedź dziennikarki z 13 odcinka.
Był kilka razy wstrzymywany, między innymi w związku z rozpoczęciem przez autora innego projektu (A quartz bead). Publikowany we wrocławskiej gazecie studenckiej ‘Ok-no’.
W 2008 roku komiks przybrał nową formę. Postacie (Wiśnia, Łysy, Kociak, Magda itd.) pozostały te same, ale odrzucono historię z poprzedniej wersji i rozpoczęto ją od nowa (w dniu, kiedy cztery główne postacie poznały się w nowej szkole). Nowy komiks jest podzielony na trzy powiązane ze sobą rozdziały: Przypadkowy Włóczykij, Stary, gdzie mój wahadłowiec i Wióry. Oprócz spraw typowych dla ludzi w ich wieku (szkoła, gry, wakacje), bohaterowie zajmują się też sprawami nadprzyrodzonymi i kryminalnymi. Komiks publikowany jest także w języku angielskim.
14 grudnia 2011 r. autor ogłosił zamknięcie starej wersji „Wiśni” z powodu problemów z przestarzałym kodem PHP, w jakim była ona napisana.

## Bohaterowie

### Główni
- Wiśnia – licealista, miłośnik sportów (głównie koszykówki) i gier komputerowych. Najwyższy z całej czwórki. Nie ma dziewczyny, z Kociakiem łączy go czysta koleżeńska przyjaźń.
- Kolega Wiśni – jego imię nigdy nie padło w komiksie. Fani nazywają go „Łysy”, „kolega/kumpel Wiśni” lub podobnie. Uzależniony od papierosów i podobnie jak Wiśnia miłośnik gier komputerowych. Chodzi z Magdą.
- Kociak – nie wiadomo, czy „Kociak” to jej pseudonim, czy też prawdziwe imię (słowa jej matki wskazują na to drugie). Szczupła dziewczyna o różowych włosach. Bardzo energiczna, ale nieco naiwna i nie zawsze panuje nad swoją siłą. Kolekcjonuje różnoraką broń.
- Magda – koleżanka Kociaka, Wiśni i Łysego. Słucha metalu i interesuje się okultyzmem. Ma obsesję na punkcie krwi – sam jej widok wprawia ją w podniecenie, a jeśli przypadkiem jej posmakuje, całkowicie traci nad sobą kontrolę (kilkakrotnie zdarzyło jej się pocałować Kociaka). W starej wersji komiksu mieszkała z Sylwią i bratem Kociaka.
- Pies – gadający czworonóg o brązowej sierści, przygarnięty przez Wiśnię, ale pomieszkujący też u Magdy i Kociaka. Z jakiegoś powodu nosi krawat, który dostał od Wiśni. Zazwyczaj rzuca sarkastyczne komentarze. Według starej wersji „Wiśni” jest pomocnikiem anioła stróża całej czwórki.

### Poboczni
- Brat Kociaka – według historii z nowej wersji jest bliźniakiem Kociaka. Ma długie włosy i brodę. Jest ironiczny i oschły. Nie przepada za swoją rodziną (woli mieszkać z Magdą i Sylwią niż u siebie w domu). Nie wiadomo, czemu jest jaki jest, według nowej wersji komiksu „prowadził Zew Cthulhu młodej drużynie i (...) na pierwszej sesji wszyscy zginęli”[3], co wprawiło go w depresję.
- Włóczykij Tom – pojawia się znikąd, najczęściej wchodząc przez otwarte drzwi. Pojawiał się już w mieszkaniu Kociaka, w gabinecie dyrektora szkoły, do której uczęszczają bohaterowie, a także w jej podziemiach. Jego inspiracją była postać Włóczykija z Muminków.
- Sylwia – współlokatorka Magdy próbująca (bezskutecznie) rozkochać w sobie Wiśnię. Kiedyś miała długie blond włosy, ale ścięła je i przefarbowała na czarno, gdy uznała, że jej styl nie działa na chłopaka. Na twarzy ma charakterystyczne kreski (określane jako „lisie wąsy” przez Kociaka). Nie pojawia się osobiście w nowej wersji, ale w jednym z odcinków pojawia się nawiązanie do niej[4].
- Rodzice Kociaka – ojciec Kociaka jest muskularnym mężczyzną z brodą i długimi włosami wiązanymi w kitkę, z charakterystyczną blizną na twarzy. Jej matka jest bardzo podobna do swojej córki, ale nosi okulary i ma staranniej zaczesane włosy. Ze względu na jej styl jazdy, Kociak nie lubi z nią jeździć samochodem[5].
- Rodzice Łysego – dwoje ludzi zafascynowanych kulturą Japonii[6]. Ich stosunki z własnym synem są, delikatnie mówiąc, nie najlepsze. Pojawili się kilkukrotnie w starej wersji, w nowej zostali tylko wspomniani.